# ステファン・ハイディン
ステファン・ハイディン（セルビア語: Стефан Хајдин, Stefan Hajdin、1994年4月15日 - ）は、セルビアとクロアチアのサッカー選手。ポジションはディフェンダー。

## クラブ歴
FKイェディンストヴォ・ヴルシャツでサッカーを始めた。2003年から2008年はレッドスター・ベオグラードのアカデミーに在籍し、FKゼムンでユースからトップチームに昇格した。その後FK BASK、FKドゥナヴ・スタリ・バノヴツィを経て2014年夏にFKラドニチュキ・ノヴァ・パゾヴァに加入。2016年夏にはUEFAリージョンズカップのヴォイヴォディナサッカー連盟代表のメンバーに招集された。
2017年夏に、代理人の伝手でFKスパルタク・スボティツァのトライアルに参加。親善試合での活躍から7月に4年契約を締結した。2017-18シーズンの第1節で早速デビュー。古巣のゼムン戦で初得点。半年で23試合出場とアレクサンダル・ヴェセリノヴィッチ監督に重用された。
2018年1月12日に3年契約でレッドスター・ベオグラードに加入、移籍金は20万ユーロでその後の移籍金の20%がスパルタク・スボティツァ側に入る契約となった。背番号は34番。3月14日にセルビア・カップで移籍後初出場。リーグデビューは5月13日、52分ミラン・ロディッチに代わって出場した。UEFAチャンピオンズリーグ 2018-19 予選のメンバーにはアレクサ・テルジッチが入ったため、彼は漏れた。

## プレースタイル
189cmの長身。両足を使う事が出来る。左サイドバックや左ウィングバックが本職であるが、ミッドフィールダーも熟す事が出来る。左サイドが定位置ながら、中に入ってきて逆足のシュートやロングシュートを放つ事も出来る。レッドスター・ベオグラード時代にはヴラダン・ミロイェヴィッチ監督に右サイドバックとして起用された。

## 私生活
クライナ・セルビア人共和国時代のグリナに生まれ、幼い時にセルビアに移住、ヴルシャツ、ゼムンに居住した。
ベオグラード大学で体育学科に所属した。
また、読書を趣味としており、オルハン・パムク、パウロ・コエーリョを好きな作家としてあげている。